# Conseil municipal de Brisbane
Le Conseil municipal de Brisbane (anglais : Brisbane City Council, BCC) est l'autorité exécutive démocratique de la zone d'administration locale de la ville de Brisbane, dans l'État du Queensland, en Australie. Le Conseil siège à l'hôtel de ville de Brisbane.
La ville de Brisbane est la plus grande des quatre zones d'administration locale de Brisbane et la plus peuplée d'Australie, car contrairement aux autres capitales d'État qui ont de nombreux conseils différents, Brisbane n'en compte que quatre.
Le Conseil est composé de 27 représentants élus, dont 26 conseillers (chacun élu dans un quartier uninominal) et le Lord-maire de Brisbane. L'actuel lord-maire est Adrian Schrinner du Parti libéral national.
Le directeur général actuel du Conseil est Colin Jensen, soutenu par le commandant en second Ainsley Gold.

## Structure
Le conseil a sa propre structure, qui a été comparée à celle d'un parlement d'État ou de territoire.

### Lord-maire
Le lord-maire est le chef du gouvernement directement élu du Conseil. Brisbane est une, ne serait-ce que 10 villes en Australie (et la seule ville du Queensland), où le maire est appelé le lord-maire. L'actuel lord-maire est Adrian Schrinner, membre du Parti libéral national.

### Conseil de Brisbane
Le Conseil est le conseil administratif le plus élevé de la Ville de Brisbane. Le Conseil est composé de tous les représentants élus, dont les 26 conseillers et le Lord-maire.
Les réunions ordinaires ont lieu dans la Salle du conseil de l'hôtel de ville de Brisbane, située au 64 Adelaide Street, à Brisbane. À l'exception des périodes de récréation, les réunions ont normalement lieu le mardi à 13 heures.
Les réunions du Conseil ne sont pas présidées par le Lord-maire. Ils sont plutôt présidés par le Président du Conseil. Le Président du Conseil actuel est Conseiller David McLachlan.

#### Composition actuelle
| Totaux des partis | Totaux des partis | Totaux des partis | Totaux des partis |
| ----------------- | ----------------- | ----------------- | ----------------- |
|                   |                   |                   |                   |
| Parti             | Parti             | Quartiers         | Status            |
|                   | Libéral national  | 19                | Gouvernement      |
|                   | Travailliste      | 5                 | Opposition        |
|                   | Verts             | 1                 | Crossbench        |
|                   | Indépendant       | 1                 | Crossbench        |

| Conseillers par quartier | Conseillers par quartier | Conseillers par quartier | Conseillers par quartier |
| ------------------------ | ------------------------ | ------------------------ | ------------------------ |
|                          |                          |                          |                          |
| Bracken Ridge (en)       |                          | Libéral national         | Sandy Landers            |
| Calamvale (en)           |                          | Libéral national         | Angela Owen (en)         |
| Central (en)             |                          | Libéral national         | Vicki Howard             |
| Chandler (en)            |                          | Libéral national         | Ryan Murphy              |
| Coorparoo (en)           |                          | Libéral national         | Fiona Cunningham         |
| Deagon (en)              |                          | Travailliste             | Jared Cassidy            |
| Doboy (en)               |                          | Libéral national         | Lisa Atwood              |
| Enoggera (en)            |                          | Libéral national         | Andrew Wines             |
| Forest Lake (en)         |                          | Travailliste             | Charles Strunk           |
| Hamilton (en)            |                          | Libéral national         | Julia Dixon              |
| Holland Park (en)        |                          | Libéral national         | Krista Adams             |
| Jamberoo                 |                          | Libéral national         | Sarah Hutton             |
| MacGregor (en)           |                          | Libéral national         | Steven Huang             |
| Marchant (en)            |                          | Libéral national         | Fiona Hammond            |
| McDowall (en)            |                          | Libéral national         | Tracy Davis (en)         |
| Moorooka (en)            |                          | Travailliste             | Steve Griffiths          |
| Morningside (en)         |                          | Travailliste             | Lucy Collier             |
| Northgate (en)           |                          | Libéral national         | Adam Allan               |
| Paddington (en)          |                          | Libéral national         | Clare Jenkinson          |
| Pullenvale (en)          |                          | Libéral national         | Greg Adermann            |
| Runcorn (en)             |                          | Libéral national         | Kim Marx                 |
| Tennyson (en)            |                          | Indépendant              | Nicole Johnston          |
| The Gabba (en)           |                          | Verts                    | Trina Massey             |
| The Gap (en)             |                          | Libéral national         | Steven Toomey            |
| Walter Taylor (en)       |                          | Libéral national         | James Mackay             |
| Wynnum Manly (en)        |                          | Travailliste             | Sara Whitmee             |

### Comités permanents
Le Conseil compte 10 commissions permanentes composées et présidées par des représentants élus. Neuf des dix comités partagent leur nom avec les portefeuilles du Cabinet civique, tandis que le dernier (le Comité d'établissement et de coordination) est le Cabinet civique lui-même.

### Cabinet civique
Vous trouverez ci-dessous l'actuel Cabinet civique, nommé en août 2021 :
| Conseiller       | Portefeuille |
| ---------------- | --- |
| Adrian Schrinner | - Lord-maire de Brisbane - Trésorier de la ville - Président du Cabinet civique                                                         |
| Krista Adams     | - Adjoint au maire de Brisbane - Chaire de développement économique - Chaire pour les Jeux Olympiques et Paralympiques de Brisbane 2032 |
| Adam Allan       | - Chaire d'urbanisme et de rénovation suburbaine - Chaire du Comité d'éthique des conseillers                                           |
| Fiona Cunningham | - Chaire pour les finances et la gouvernance de la ville                                                                                |
| Tracy Davis (en) | - Chaire pour l'environnement, les parcs et la durabilité                                                                               |
| Vicki Howard     | - Chaire pour la communauté, les arts et l'économie nocturne                                                                            |
| Kim Marx         | - Chaire pour les normes de la ville |
| Ryan Murphy      | - Chaire pour le transport |
| Andrew Wines     | - Chaire pour les infrastructures |

### Divisions organisationnelles
Le Conseil compte six divisions organisationnelles, chacune représentant une tâche essentielle du Conseil. Chaque division est dirigée par un membre de l'équipe de direction. L'équipe de direction actuelle depuis février 2023 est présentée ci-dessous.
| Directeur          | Division                                  |
| ------------------ | ----------------------------------------- |
| Tim Wright         | Administration et gouvernance de la ville |
| Anne Lenz          | Services organisationnels                 |
| David Chick        | Urbanisme et durabilité                   |
| Tash Tobias        | Mode de vie et services communautaires    |
| Samantha Abeydeera | Transports pour Brisbane (en)             |
| Scott Stewart      | Infrastructures de Brisbane               |